# Жёлтое море
Жёлтое мо́ре (кит. упр. 黄海, пиньинь Huánghǎi, кор. 황해?, 黃海? хванхэ, в КНДР и РК известно как кор. 조선서해?, 朝鮮西海? чосон-сохэ — «Западно-Корейское море») — мелководное шельфовое полузамкнутое окраинное море Тихого океана у восточного побережья Азии, к западу от Корейского полуострова.

## Этимология
Русское название Жёлтое море — калька с китайского  Хуанхай (хуан — «желтое»,  хай — «море»), которое дано морю за желтоватый цвет воды от массы лёсса, выносимого в него рекой Хуанхэ и, в меньшей степени, пыльными бурями.

## Историческая справка
Первым европейцем побывавшим на берегах Жёлтого моря был Марко Поло.
8 февраля и 10 августа 1904 года в Жёлтом море произошли сражения между русской и японской эскадрами во время русско-японской войны 1904—1905 годов.

## Физико-географическое описание

### Общие сведения
Жёлтое море вдаётся в сушу Азии и омывает берега КНР, КНДР и Республики Корея. Весенние жёлтые пыльные бури бывают настолько сильными, что судам приходится прекращать морскую навигацию.
Акватория образует Западно-Корейский, Ляодунский и Бохайский заливы, средние глубины которых составляют около 20 м. Образовано после четвертичного оледенения. Расположено в пределах выровненной мелководной части материковой отмели, на северо-западе оно соединяется с проливом Бохайский (Бохайвань или Чжилийский залив), на севере с Западно-Корейским заливом и на юге граничит с Восточно-Китайским морем по линии юго-западной оконечности Кореи — острова Чеджудо — берег материка севернее устья р. Янцзы (Чанцзян).
Площадь равна 416 тыс. км². Средний объём воды 17 тыс. км³. Длина 960 км. Ширина 700 км.
Средняя глубина 38—44 метров, максимальная — 106 м. Глубины равномерно увеличиваются с севера на юг до 84—92 метров, на крайнем юго-востоке — до 105 метров. Грунт — ил и песок.
Жёлтое море омывает три полуострова: Корейский, Ляодунский и Шаньдунский. Берега на севере и западе преимущественно низкие, на востоке — высокие, скалистые, сильно изрезанные. Северное и восточное побережье — пример ваттового берега. Особенно много донных отложений (ил, лёсс) выносит в море река Хуанхэ («Жёлтая река»): именно благодаря им море, в которое впадает река, называется Жёлтым. Хуанхэ приносит настолько значительное количество жёлтых взвесей, что вода остаётся жёлтой на десятки километров от места впадения в море. Значительные лёссовые наносы образуют сток реки Ляохэ, а также пыльные бури, особенно крупные, происходят весной после таяния снегов и иссушения почвы. В прибрежной зоне, под воздействием стоков и бурь, вода содержит значительное количество взвесей (0.2—1.8 г/л), а прозрачность воды составляет 3—5 метров. В средней зоне моря вода является зелёной, а её прозрачность простирается до 15 метров.
Острова: крупные — Чеджудо (Чечжудо), Чиндо, менее крупные острова — это Чаншаньдао архипелага Мяодао, Люгундао, Вольмидо, острова Синмидо, Хыксан и другие более мелкие.
Крупные заливы: Ляодунский, Бохайвань, соединяющиеся с морем проливами Бохай и Лаотешань, Западно-Корейский, Лайчжоувань и меньший, по сравнению с другими, залив Канхваман.
В Жёлтое море впадают крупные реки Хуанхэ, Хайхэ, Ляохэ (или Силяохэ), Ялуцзян (Амноккан) и Луаньхэ.

### Гидрологический режим
Поверхностные течения образуют циклональный круговорот, который складывается из тёплого течения на востоке, поступающего из Восточно-Китайского моря, и холодного течения на западе, идущего из северо-западной части моря. Скорость течения 1—4 км/ч. Температура воды в феврале на северо-западе ниже 0 °C, на юге от 6 °C до 8 °C; в августе от 24 °C — на севере до 28 °C — на юге. Солёность изменяется от 30 ‰ и менее на северо-западе до 33—36 ‰ на юго-востоке; близ устьев рек уменьшается до 26 ‰ и ниже. У дна, на глубине 30—50 м, температура от 6 °C до 7 °C, солёность 32,5 ‰. В ноябре на северо-западе образуется лёд, который держится до марта. Цвет воды меняется от зеленовато-жёлтого до зеленовато-голубого. Прозрачность на северо-западе до 10 м, на юге достигает 45 м.
Приливы преобладают неправильные полусуточные; величина их у берегов Кореи до 9 м, в других районах от 3 м до 4 м.

### Климат
Климат умеренный, континентальный, муссонный. Зимой преобладают холодные и сухие ветра с северо-запада, летом — тёплые и влажные с юго-востока. С июня по октябрь часты тропические ураганы (тайфуны). Средняя температура воздуха в январе от −10 °C на севере до 3 °C на юге, в июле 23 °C, 26 °C. Летом с увеличением речного стока и повышением количества солнечного тепла вода прогревается 24 °C— 26 °C. Среднее годовое количество осадков от 600 мм на севере до 1000 мм на юге с максимумом летом.

### Биоресурсы

#### Фауна
Зимнее перемешивание и стоки рек вызывают биологическую продуктивность. В Жёлтом море биомасса зоопланктона состоит на 40 % из веслоногих рачков. Очень высока биомасса планктона в южной части моря, к северу количество зоопланктона уменьшается. По численности в Жёлтом море доминируют губки, моллюски, иглокожие, кишечнополостные. Как и все азиатские районы Мирового океана, Жёлтое море населяет большое количество разнообразных видов рыб. Всего в Жёлтом море более 300 видов рыб. Жёлтое море богато биологическими ресурсами и здесь осуществляется промышленный лов трески, сельди, морского леща, добыча устриц, мидий и др.

#### Флора
Флора Жёлтого моря несколько беднее фауны: здесь встречаются практически все виды основного тропического комплекса. В Жёлтом море большим видовым разнообразием отличается бентос. В прибрежной зоне дно до глубины 40—50 м на 40—60 % покрыто зарослями водорослей. Здесь встречаются обширные заросли бурых водорослей, таких как, цистозира, турбинарии и другие, занимающие обширные и освещённые участки морского дна.
По информации учёных, на сегодняшнее время (2008 год) состояние биоресурсов Жёлтого моря за последние 30 лет значительно изменилось, и связывают это с глобальным потеплением: температура воды в бассейне Жёлтого моря увеличилась на 1—2 градуса, что привело к миграции некоторых видов рыб в северном направлении. В частности, сократились популяции крупной рыбы и увеличилось количество мелких видов и моллюсков, которые стали основным промысловым ресурсом района.
Другой причиной резкого падения численности рыбы называют сокращение стад мигрирующих видов рыб. К примеру, если в 80-е гг. прошлого века 30 % от общего улова в бассейне Жёлтого моря составляла рыба-сабля, то к настоящему моменту это соотношение уменьшилось в 3 раза и составило 10 %. В то же время на сегодняшний день 40 % от общего улова в бассейне приходится на анчоус, который становится главным видом для рыболовов Жёлтого моря.

## Экономико-географический очерк
Побережье Жёлтого моря издавна плотно заселено — от 251 чел/км². Вокруг Жёлтого моря образовалось самое крупное скопление, которое называется Восточно-азиатским и охватывает следующие государства: Китай, Япония, КНДР, Республика Корея. Поэтому здесь так велико рыбопромысловое значение этого моря. Благодаря апвеллингу, развивающемуся вблизи мысов и внутри круговоротов на левом крае Куросио, в верхний слой воды поднимается много биогенных веществ. Большое количество их выносится реками, что обусловливает высокую биологическую продуктивность морей.

### Важнейшие порты
Жёлтое море вместе с Восточно-Китайским имеют большое транспортное значение для Китая и Кореи. Главными портами являются:
- Китай — Тяньцзинь, Яньтай, Циндао, Далянь (Дальний).
- КНДР — Нампхо.
- Южная Корея — Инчхон (Чемульпо).

### Туризм
Туристическая привлекательность этого участка Мирового океана не очень высока. Немногочисленные гостиницы расположены только около крупных портов, в основном около Шанхая. В настоящее время правительство Китая придаёт большое значение развитию туристического бизнеса в приморских районах. Существуют несколько крупных проектов постройки гостиничных комплексов по побережью Жёлтого моря, при помощи иностранных инвестиций. Однако, существуют экологические проблемы, которые являются главным препятствием развитию туризма в Китае и Корее — сине-зелёные водоросли, покрывающие толстым слоем поверхность вод, появление которых свидетельствует о сильном загрязнении воды. В Китае на очистку акватории и предотвращение дальнейшего размножения морских растений — были выделены дополнительные средства, которые были выделены в рамках подготовки Олимпийских игр в Пекине, которые ушли на реконструкцию причалов, парков, улучшение работы общественного транспорта, что способствовало ускорению развития туризма в районе Жёлтого моря. Ситуацию усугубляют и техногенные происшествия.
На побережье Жёлтого моря существуют 4 основные зоны отдыха Китая:
- Бэйдайхэ (его часто называют семейным местом отдыха, так как город тихий и спокойный);
- Далянь («прелести» городского отдыха);
- Циндао (бывшая немецкая колония);
- Вэйхай (Вэйхайвэй), не менее популярный среди туристов курорт[7].

Курорты Южной Кореи:
- Остров Чеджудо является самым известным курортом[9];
- Остров Канхвадо — известен своими историческими памятниками и великолепной природой;
- Инчхон и др.
- Остров Чебудо

### Энергоресурсы
Жёлтое море богато не только биоресурсами, но и энергоресурсами. В 2007 году китайские специалисты Китайской национальной нефтегазовой корпорации, в районе Бохайского залива, обнаружили новое месторождение нефти с оценочными запасами в один млрд тонн. За 40 лет это уже шестое открытое в Желтом море месторождение. Китай является вторым по величине импортёром нефти после США. В 2004 году потребление нефти в Китае составило 308 млн тонн, собственная же добыча — около 100. Руководитель исследовательского института разведки и добычи госкорпорации CNPC считает, что в заливе Бохайвань в Жёлтом море доказанные запасы нефти составляют 9 млрд тонн, а общие запасы могут достигать 20,5 млрд тонн. По мнению корпорации, найденные месторождения позволят Китаю долгое время использовать собственные источники энергоресурсов.

## Происшествия
16 июля 2010 года в порту города Далянь на нефтепроводе, принадлежащем китайской компании PetroChina, произошёл взрыв (по некоторым данным, в процессе перекачивания нефти из танкера); возникший пожар не могли потушить 15 часов. В результате в Жёлтое море вылилось как минимум 1,5 тыс. тонн нефти, что повлекло загрязнение 430 км² воды.

## «Чудо Моисея»
В Желтом море существует уникальное природное явление расступления воды между островами Чиндо и Модо, в народе этот феномен называют «Чудо Моисея».
В Южной Корее есть остров Чиндо, который расположен у юго-западного побережья в провинции Чолла-Намдо и он является третьим по величине островом страны. Чиндо окружен многочисленными небольшими островками, а с Корейским полуостровом его соединяет большой мост. Здесь проходит фестиваль «Ёндынчжэ» (Разделения моря), который посвящён удивительному природному явлению, похожему на «чудо Моисея». Во время отлива между островом Чиндо и небольшим островком Модо вода расступается 1—3 раза в год в течение только одного часа и образуется «дорога» по обнажившемуся морскому дну, по которой можно пройти, практически не замочив ног. Расстояние от одного острова до другого примерно 2,7 — 2,8 км, ширина «дороги» — 30—40 метров. Самые сильные морские отливы в этих краях можно наблюдать в конце осени и зимой, однако большинство туристов приезжают на Чиндо в начале мая, чтобы не только увидеть «чудо Моисея», но и с удовольствием прогуляться по «морской дороге» в тёплую погоду. Кстати, этот феномен происходит из-за разницы приливов и отливов, а время его пика зависит от лунных циклов, поэтому фестиваль проводится в разное время, довольно часто попадая на май.
В рамках фестиваля 2008 года жители Чиндо пытались установить два мировых рекорда: первый — самый длинный естественный путь, проходящий через море, и второй — собрать на нём как можно больше народа. Это делалось для того, чтобы остров внесли в Книгу мировых рекордов Гиннесса в категорию «История и общество — Люди и места». Жители острова призывали, как можно больше туристов посетить «Фестиваль разделения моря» и помочь местным жителям достичь желаемой цели. Насколько у местных жителей это получилось, — неизвестно.
Однако «Чудо Моисея» было неизвестно до 1975 года, пока французский посол Пьер Ранди не посетил Южную Корею и не написал о существующей легенде во французской газете.